# Francesco Pittoni
Pour les articles homonymes, voir Pittoni.
Francesco Pittoni (Venise, 1645-1724) est un peintre vénitien baroque qui a été actif dans sa ville natale à la fin du XVIIe et au début du XVIIIe siècle.

## Biographie
Pittoni appartient à la génération des peintres vénitiens de la seconde moitié du XVIIe siècle , tels que Niccolò Bambini et Antonio Bellucci, Gregorio Lazzarini et Sebastiano Ricci, Giovanni Segala et Antonio Molinari ; comme plusieurs d'entre eux, il a évolué vers le style Rococo.
Son neveu Giovanni Battista Pittoni fut son élève.

## Œuvres
- Adoration des mages,
- Jephté rencontrant sa fille,

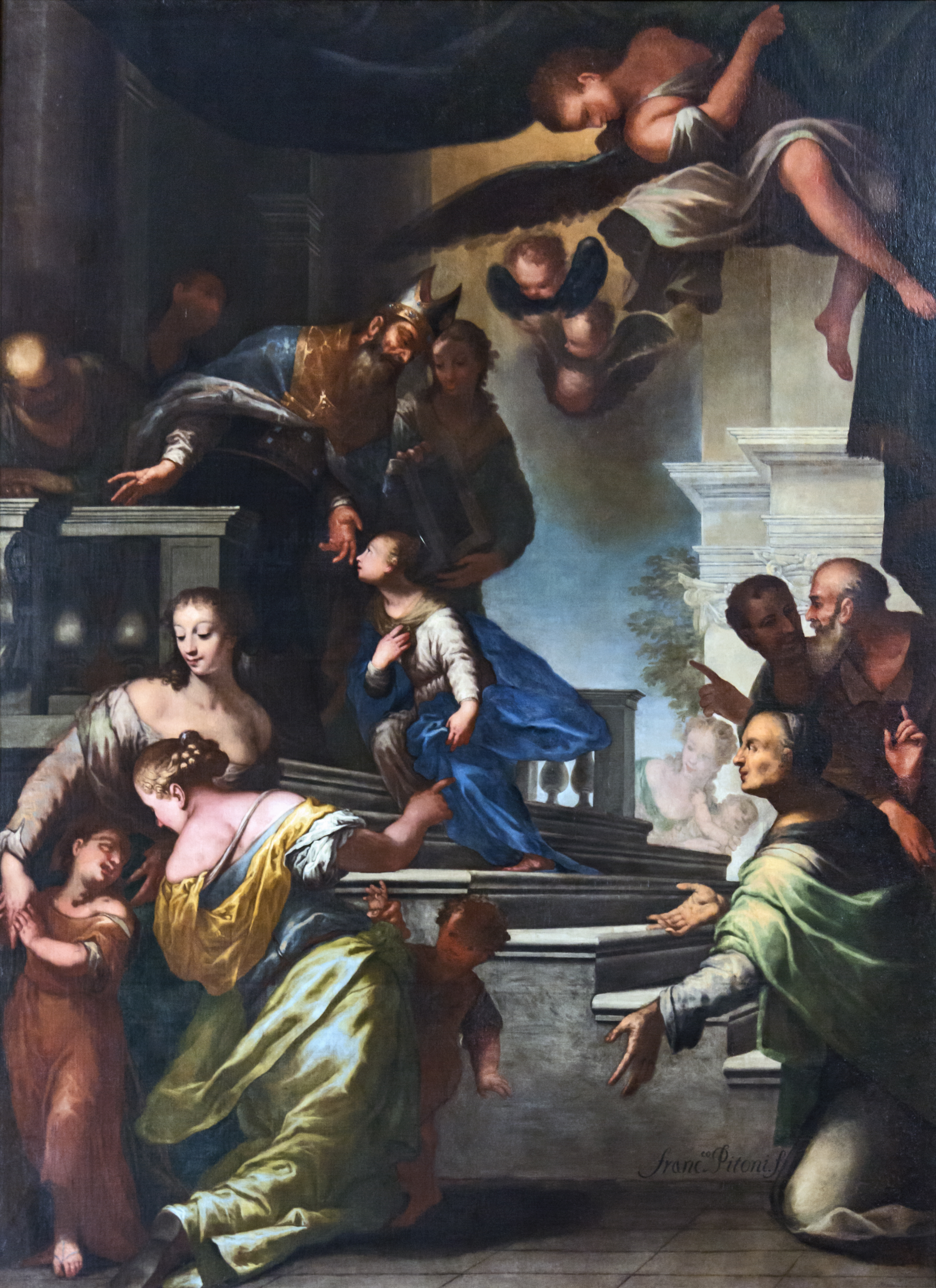
'Présentation de Marie au Temple Église San Lorenzo (Vicence)

- Hercules et  Omphale - le sacrifice d'Iphigénie -  Bérénice coupant ses cheveux.
- La création d'Adam et Eve - Palais Lascaris (Nice).

### Vicence
- Jésus ressuscité apparaît à Marie Huile sur toile - Église San Lorenzo (Vicence)
- Présentation de Marie au Temple Huile sur toile - Église San Lorenzo (Vicence)